# Magnus Norman
Pour les articles homonymes, voir Norman.
Magnus Norman, né le 30 mai 1976 à Filipstad (Suède), est un joueur et entraîneur de tennis suédois. 
Professionnel entre 1995 et 2004, il a remporté douze titres en simple messieurs sur le circuit ATP, dont le Masters 1000 de Rome en 2000.
Cette même année, il atteint la demi-finale de l'Open d'Australie, ainsi que la finale de Roland-Garros, où il sera dominé par Gustavo Kuerten, qu'il avait battu quelques jours plus tôt en finale des Internationaux de Rome.
Norman atteint son meilleur classement en juin 2000, à la seconde place mondiale.
Il remporte la Coupe Davis avec l'équipe de Suède en 1998 .

## Carrière

### Parcours tennistique
Magnus Norman joue son premier match sur le Circuit professionnel ATP en 1995. Il remporte son premier tournoi à domicile en juillet 1997 lors du Swedish Open de Båstad, puis enchaîne avec le Grolsch Open d'Amsterdam en 1998.
Son meilleur résultat en tournoi du Grand Chelem est une finale perdue à Roland-Garros en 2000 face à Gustavo Kuerten, qui lui permit d'atteindre la deuxième place au classement ATP.
Il remporte son dernier tournoi en simple lors de l'Heineken Open de Shanghaï en octobre 2000 en battant le Néerlandais Sjeng Schalken en trois sets.
Accablé par des blessures à répétition, Magnus Norman prend sa retraite en octobre 2004, à l'âge de 27 ans, après avoir remporté douze titres en simple.

### Parcours d'entraîneur
Déclarant qu'il souhaite rendre au tennis tout ce qu'il lui a apporté, Magnus Norman entame une carrière d'entraîneur après son parcours de joueur. Il fut notamment l'entraîneur de son compatriote Robin Söderling, finaliste à Roland-Garros en 2009 et en 2010. Les deux hommes se séparent à la fin de l'année 2010.
Il devient l'entraîneur du Suisse Stanislas Wawrinka au printemps 2013. Désirant passer plus de temps avec sa famille, il tire sa révérence en quittant Stanislas Wawrinka en octobre 2017. Sous ses ordres, du printemps 2013 à octobre 2017, treize des seize titres ATP de Wawrinka ont été conquis à ses côtés, dont les trois obtenus en Grand Chelem (Open d'Australie 2014, Roland-Garros 2015, US Open 2016). Le Suisse s'est en outre hissé jusqu'à la 3e place mondiale, son meilleur classement en carrière.

## Palmarès

### Titres en simple messieurs
| 12 titres en simple | 0 G. Chelem | 0 G. Chelem | 0 G. Chelem | 0 G. Chelem | 0 Masters | 0 Masters | 0 Masters   | 0 Masters   | 1 Masters 1000 | 1 Masters 1000 | 1 Masters 1000 | 1 Masters 1000 | 1 ATP 500          | 1 ATP 500          | 1 ATP 500          | 1 ATP 500          | 10 ATP 250         | 10 ATP 250         | 10 ATP 250     | 10 ATP 250     | 0 JO           | 0 JO           | 0 JO           | 0 JO           |
| 12 titres en simple | 5 sur dur   | 5 sur dur   | 5 sur dur   | 5 sur dur   | 5 sur dur | 5 sur dur | 0 sur gazon | 0 sur gazon | 0 sur gazon    | 0 sur gazon    | 0 sur gazon    | 0 sur gazon    | 7 sur terre battue | 7 sur terre battue | 7 sur terre battue | 7 sur terre battue | 7 sur terre battue | 7 sur terre battue | 0 sur moquette | 0 sur moquette | 0 sur moquette | 0 sur moquette | 0 sur moquette | 0 sur moquette |

| No | Date       | Nom et lieu du tournoi                    | Catégorie      | Dotation    | Surface      | Finaliste           | Score                    |          |
| -- | ---------- | ----------------------------------------- | -------------- | ----------- | ------------ | ------------------- | ------------------------ | -------- |
| 1  | 07-07-1997 | Swedish Open, Båstad                      | World Series   | 303 000 $   | Terre (ext.) | Juan Antonio Marín  | 7-5, 6-2                 |          |
| 2  | 03-08-1998 | Grolsch Open, Amsterdam                   | Int' Series    | 475 000 $   | Terre (ext.) | Richard Fromberg    | 6-3, 6-3, 2-6, 6-4       |          |
| 3  | 19-04-1999 | US Men's Clay Court Championship, Orlando | Int' Series    | 264 250 $   | Terre (ext.) | Guillermo Cañas     | 6-0, 6-3                 |          |
| 4  | 19-07-1999 | MercedesCup, Stuttgart                    | Series Gold    | 915 000 $   | Terre (ext.) | Tommy Haas          | 6-7, 4-6, 7-67, 6-0, 6-3 | Parcours |
| 5  | 26-07-1999 | Croatia Open, Umag                        | Int' Series    | 375 000 $   | Terre (ext.) | Jeff Tarango        | 6-2, 6-4                 |          |
| 6  | 23-08-1999 | Hamlet Cup, Long Island                   | Int' Series    | 325 000 $   | Dur (ext.)   | Àlex Corretja       | 7-64, 4-6, 6-3           |          |
| 7  | 04-10-1999 | Heineken Open, Shanghai                   | Int' Series    | 325 000 $   | Dur (ext.)   | Marcelo Ríos        | 2-6, 6-3, 7-5            |          |
| 8  | 10-01-2000 | Heineken Open, Auckland                   | Int' Series    | 325 000 $   | Dur (ext.)   | Michael Chang       | 3-6, 6-3, 7-5            | Parcours |
| 9  | 08-05-2000 | Italian Open, Rome                        | Masters Series | 2 450 000 $ | Terre (ext.) | Gustavo Kuerten     | 6-3, 4-6, 6-4, 6-4       | Parcours |
| 10 | 10-07-2000 | Swedish Open, Båstad                      | Int' Series    | 350 000 $   | Terre (ext.) | Andreas Vinciguerra | 6-1, 7-66                |          |
| 11 | 21-08-2000 | Hamlet Cup, Long Island                   | Int' Series    | 390 200 $   | Dur (ext.)   | Thomas Enqvist      | 6-3, 5-7, 7-5            |          |
| 12 | 16-10-2000 | Heineken Open, Shanghai                   | Int' Series    | 350 000 $   | Dur (ext.)   | Sjeng Schalken      | 6-4, 4-6, 6-3            |          |

### Finales en simple messieurs
| No | Date       | Nom et lieu du tournoi                        | Catégorie    | Dotation  | Surface         | Vainqueur        | Score              |          |
| -- | ---------- | --------------------------------------------- | ------------ | --------- | --------------- | ---------------- | ------------------ | -------- |
| 1  | 13-10-1997 | IPB Czech Indoor, Ostrava                     | World Series | 975 000 $ | Moquette (int.) | Karol Kučera     | 6-2, ab.           |          |
| 2  | 27-07-1998 | Croatia Open, Umag                            | Int' Series  | 375 000 $ | Terre (ext.)    | Bohdan Ulihrach  | 6-3, 7-6           |          |
| 3  | 29-05-2000 | Roland-Garros, Paris                          | G. Chelem    | NC $      | Terre (ext.)    | Gustavo Kuerten  | 6-2, 6-3, 2-6, 7-6 | Parcours |
| 4  | 08-01-2001 | Adidas International, Sydney                  | Int' Series  | 375 000 $ | Dur (ext.)      | Lleyton Hewitt   | 6-4, 6-1           | Parcours |
| 5  | 05-03-2001 | Franklin Templeton Tennis Classic, Scottsdale | Int' Series  | 375 000 $ | Dur (ext.)      | Francisco Clavet | 6-4, 6-2           |          |
| 6  | 30-09-2002 | AIG Japan Open Tennis Championships, Tokyo    | Series Gold  | 700 000 $ | Dur (ext.)      | Kenneth Carlsen  | 7-68, 6-3          | Parcours |

### Finale en double messieurs
| No | Date       | Nom et lieu du tournoi | Catégorie    | Dotation  | Surface    | Vainqueurs                  | Partenaire         | Score    |  |
| -- | ---------- | ---------------------- | ------------ | --------- | ---------- | --------------------------- | ------------------ | -------- |  |
| 1  | 30-12-1996 | Qatar Mobil Open Doha  | World Series | 600 000 $ | Dur (ext.) | Jacco Eltingh Paul Haarhuis | Patrik Fredriksson | 6-3, 6-2 |  |

## Parcours dans les tournois duGrand Chelem

### Finale (1)
| Année | Tournoi       | Adversaire en finale | Score               |
| 2000  | Roland-Garros | Gustavo Kuerten      | 2-6, 3-6, 6-2, 66-7 |

### En simple
| Année | Open d'Australie | Open d'Australie | Internationaux de France | Internationaux de France | Wimbledon       | Wimbledon      | US Open         | US Open         |
| ----- | ---------------- | ---------------- | ------------------------ | ------------------------ | --------------- | -------------- | --------------- | --------------- |
| 1996  | 1er tour (1/64)  | Guillaume Raoux  | 2e tour (1/32)           | Karol Kučera             | —               | —              | —               | —               |
| 1997  | 1er tour (1/64)  | Chris Woodruff   | 1/4 de finale            | Filip Dewulf             | 3e tour (1/16)  | Brett Steven   | 2e tour (1/32)  | Patrick Rafter  |
| 1998  | 1er tour (1/64)  | Sébastien Lareau | 2e tour (1/32)           | Wayne Ferreira           | 1er tour (1/64) | Albert Costa   | 2e tour (1/32)  | J.-M. Gambill   |
| 1999  | 2e tour (1/32)   | Nicolás Lapentti | 1er tour (1/64)          | Bernd Karbacher          | 3e tour (1/16)  | Greg Rusedski  | 1/8 de finale   | Gustavo Kuerten |
| 2000  | 1/2 finale       | I. Kafelnikov    | Finale                   | Gustavo Kuerten          | 2e tour (1/32)  | Olivier Rochus | 1/8 de finale   | Nicolas Kiefer  |
| 2001  | 1/8 de finale    | S. Grosjean      | 1er tour (1/64)          | David Sánchez            | —               | —              | —               | —               |
| 2002  | —                | —                | 1er tour (1/64)          | Fabrice Santoro          | —               | —              | 1er tour (1/64) | Albert Costa    |
| 2003  | —                | —                | 1er tour (1/64)          | Nicolás Massú            | —               | —              | 1er tour (1/64) | J.-R. Lisnard   |

N.B. : à droite du résultat se trouve le nom de l'ultime adversaire.

## Parcours dans lesMasters 1000
| Année | Indian Wells              | Miami                 | Monte-Carlo               | Rome                   | Hambourg                 | Canada               | Cincinnati             | Stockholm puis Essen puis Stuttgart puis Madrid | Paris                 |
| ----- | ------------------------- | --------------------- | ------------------------- | ---------------------- | ------------------------ | -------------------- | ---------------------- | ----------------------------------------------- | --------------------- |
| 1992  | —                         | —                     | —                         | —                      | —                        | —                    | —                      | 1er tour D. Rostagno                            | —                     |
| 1993  | —                         | —                     | —                         | —                      | —                        | —                    | —                      | —                                               | —                     |
| 1994  | —                         | —                     | —                         | —                      | —                        | —                    | —                      | —                                               | —                     |
| 1995  | —                         | —                     | —                         | —                      | —                        | —                    | —                      | —                                               | —                     |
| 1996  | —                         | —                     | —                         | —                      | —                        | —                    | —                      | —                                               | —                     |
| 1997  | —                         | —                     | —                         | —                      | —                        | —                    | —                      | —                                               | 2e tour T. Muster     |
| 1998  | 2e tour A. Medvedev       | 2e tour J. Tarango    | 2e tour Philippoussis     | 2e tour P. Sampras     | 1er tour J. Knippschild  | —                    | —                      | 2e tour R. Krajicek                             | 2e tour I. Kafelnikov |
| 1999  | —                         | 2e tour J. Golmard    | —                         | —                      | —                        | —                    | —                      | 1/8 de finale M. Zabaleta                       | 1er tour A. Costa     |
| 2000  | 1/4 de finale À. Corretja | 3e tour J.-M. Gambill | 2e tour Karim Alami       | Victoire G. Kuerten    | 1/4 de finale G. Kuerten | 1er tour R. Krajicek | 2e tour S. Doseděl     | 1/8 de finale S. Schalken                       | 2e tour F. Santoro    |
| 2001  | 1er tour N. Lapentti      | 3e tour I. Ljubičić   | 2e tour H. Arazi          | 1er tour V. Santopadre | 2e tour A. Portas        | 2e tour P. Rafter    | 1er tour L. Hewitt     | —                                               | —                     |
| 2002  | —                         | —                     | 1er tour T. Johansson     | 1er tour T. Enqvist    | —                        | 1er tour Taylor Dent | 1er tour J.-M. Gambill | 2e tour T. Johansson                            | —                     |
| 2003  | —                         | —                     | 1/8 de finale F. Volandri | 1er tour R. Schüttler  | —                        | —                    | —                      | —                                               | —                     |

N.B. : sous le résultat se trouve le nom de l’ultime adversaire.